# Whatever (песня Kygo и Эйвы Макс)
«Whatever» — песня норвежского диджея Kygo и американской певицы Эйвы Макс. Она была выпущена 19 января 2024 года лейблом RCA Records, как лид-сингл пятого альбома Kygo. Авторами выступили исполнители, Клео Тиге, Джона Шай, Пити Мартин и Rollo. Она интерполирует песни Шакиры «Whenever, Wherever», с текстом о расставании; Шакира, Тим Митчелл и Глория Эстефан указаны как со-авторы. Песня достигла первого места в Норвегии и в топ-10 в Швеции.

## Предыстория и композиция
В начале января 2024 года Кайго и Макс в своих аккаунтах в социальных сетях опубликовали посты о предстоящем сотрудничестве. 10 января Kygo объявил о дате выхода песни. Песня была выпущена 19 января лейблом RCA Records и Sony Music. Авторами выступили Kygo, Макс, Клео Тиге, Джона Шай, Патрик Мартин и Rollo. Хор интерполирует песню Шакиры «Whenever, Wherever». Шакира, Глория Эстефан и Тим Митчелл указаны как авторы песни.
Песня жанра тропикал-хаус. Текст припева оригинальной песни был изменен на «Whatever, whatever / We were never good together / I'll be here and you stay there / Truth is, I never cared», что делает «резкий упрёк безграничной любви», представленный в оригинальной песне. Мелодия построена вокруг акустической гитары и «прокачивающего» большого барабана.

## Отзывы критиков
Песня получила смешанные отзывы от критиков. Джейсон Хеффлер из EDM.com назвал песню «инфекционным кавером» и «сахарным гимном, который скоро будет доминировать на танцевальном радио». Крис Вуончино из We Rave You сказал «ожидать, что „Whatever“ будет повторяться круглый год на фестивалях и радиостанциях по всему миру». Эндрю Унтербергер из Billboard, описал песню как «неоспоримый клубный хит».
Сидни Бразил Exclaim! написала, что «ужасная интерполяция» песни является её «главным преступлением», и что она «превращает припев [интерполированной] композиции в ленивый гимн расставания». Мариус Асп из Verdens Gang также раскритиковал интерполяцию, описав её как «ленивую и не вдохновляющую»; он поставил песне 2 из 5.

## Музыкальный клип
Музыкальный клип вышел 19 января 2024 года. Режиссёром выступил Дано Черни, действие происходит на пустынном шоссе. Начальная сцена показывает телефонную будку посреди пустыни, сцена с которой затем часто заменяется Макс и пейзажем, что приводит к сцене, где Макс, одетая в чёрный кожаный наряд и держит в одной из рук розарий, начинает петь, когда она уходит от машины. После первого припева светоотражающие вокруг певицы начинают парить синие драгоценные камни, она теперь одета в чёрное платье с ожерельем, содержащим три креста. Клим заканчивается слиянием синих драгоценных камней и показывает отражение Макс.

## Выступления
Kygo и Макс исполнили песню 13 февраля 2024 года на Jimmy Kimmel Live!.

## Список композиций
- Digital download / streaming[14]

1. "Whatever" – 2:58

- Digital download / streaming – Tiësto remix[15]

1. "Whatever" (Tiësto remix) – 2:45

- Digital download / streaming – The Remixes[16]

1. "Whatever" (acoustic) – 3:45
2. "Whatever" (Lavern remix) – 2:46
3. "Whatever" (Klangkarussell remix) – 8:19
4. "Whatever" (Frank Walker remix) – 3:04
5. "Whatever" (Tiësto remix) – 2:45

## Участники записи
- Кирре Горвелл-Даль — продюсер, автор
- Аманда Эйва Кочи — вокал, автор
- Пити Мартин — продюсер
- Клео Тиге — автор
- Глория Эстефан — автор
- Джона Шай — автор
- Патрик Мартин — автор
- Роланд Спрекли — автор
- Шакира — автор
- Тим Митчелл — автор
- Брайс Бордоне — помощник звукорежиссёра
- Сербан Генеа — миксинг-инженер
- Рэнди Меррилл — мастеринг-инженер

## Чарты
| Чарт (2024)                                         | Высшая позиция |
| --------------------------------------------------- | -------------- |
| Australia Dance (ARIA)                              | 8              |
| Австрия (Ö3 Austria Top 40)                         | 20             |
| Belarus Airplay (TopHit)                            | 1              |
| Бельгия/Фландрия (Ultratop 50)                      | 20             |
| Бельгия/Валлония (Ultratop 50)                      | 7              |
| Bulgaria Airplay (PROPHON)                          | 8              |
| Канада (Billboard Canadian Hot 100)                 | 54             |
| СНГ (TopHit Airplay)                                | 3              |
| Croatia International Airplay (Top lista)           | 3              |
| Чехия (Rádio — Top 100)                             | 2              |
| Чехия (Singles Digitál Top 100)                     | 43             |
| Denmark (Tracklisten)                               | 27             |
| Эстония (TopHit)                                    | 6              |
| Финляндия (Suomen virallinen lista)                 | 31             |
| France (SNEP)                                       | 27             |
| Германия (GfK)                                      | 15             |
| Мир (Billboard Global 200)                          | 73             |
| Greece International (IFPI)                         | 86             |
| Венгрия (Dance Top 40)                              | 20             |
| Венгрия (Rádiós Top 40)                             | 2              |
| Ирландия (IRMA)                                     | 14             |
| Japan Hot Overseas (Billboard Japan)                | 6              |
| Казахстан (TopHit)                                  | 1              |
| Latvia Airplay (LaIPA)                              | 3              |
| Lithuania (AGATA)                                   | 87             |
| Lithuania Airplay (TopHit)                          | 13             |
| Luxembourg (Billboard)                              | 16             |
| Malta Airplay (Radiomonitor)                        | 1              |
| Молдова (TopHit)                                    | 1              |
| Нидерланды (Dutch Top 40)                           | 13             |
| Нидерланды (Single Top 100)                         | 19             |
| New Zealand Hot Singles (RMNZ)                      | 6              |
| Nigeria (TurnTable Top 100)                         | 95             |
| North Macedonia Airplay (Radiomonitor)              | 2              |
| Norway (VG-lista)                                   | 1              |
| Poland (Polish Airplay Top 100)                     | 20             |
| Poland (Polish Streaming Top 100)                   | 78             |
| Румыния (Romanian Radio Airplay)                    | 8              |
| Румыния (Romania TV Airplay)                        | 5              |
| Задан неверный чарт Russiaradio                     | 6              |
| Serbia Airplay (Radiomonitor)                       | 2              |
| Словакия (Rádio — Top 100)                          | 5              |
| Словакия (Singles Digitál Top 100)                  | 26             |
| Slovenia Airplay (Radiomonitor)                     | 1              |
| Spain Airplay (PROMUSICAE)                          | 2              |
| Sweden (Sverigetopplistan)                          | 9              |
| Швейцария (Schweizer Hitparade)                     | 15             |
| Turkey International Airplay (Radiomonitor Türkiye) | 7              |
| Ukraine Airplay (TopHit)                            | 5              |
| Великобритания (OCC UK Singles)                     | 15             |
| Великобритания (OCC UK Dance)                       | 4              |
| США (Billboard Bubbling Under Hot 100)              | 1              |
| США (Billboard Hot Dance/Electronic Songs)          | 6              |

| Чарт (2024)                              | Высшая позиция |
| ---------------------------------------- | -------------- |
| Belarus Airplay (TopHit)                 | 1              |
| CIS Airplay (TopHit)                     | 5              |
| Czech Republic (Rádio Top 100)           | 3              |
| Czech Republic (Singles Digitál Top 100) | 44             |
| Estonia Airplay (TopHit)                 | 6              |
| Kazakhstan Airplay (TopHit)              | 2              |
| Latvia Airplay (TopHit)                  | 24             |
| Lithuania Airplay (TopHit)               | 16             |
| Moldova Airplay (TopHit)                 | 5              |
| Romania Airplay (TopHit)                 | 33             |
| Russia Airplay (TopHit)                  | 7              |
| Slovakia (Rádio Top 100)                 | 6              |
| Slovakia (Singles Digitál Top 100)       | 30             |
| Ukraine Airplay (TopHit)                 | 7              |

| Чарт (2024)                               | Позиция |
| ----------------------------------------- | ------- |
| Australia Dance (ARIA)                    | 33      |
| Austria (Ö3 Austria Top 40)               | 43      |
| Belarus Airplay (TopHit)                  | 2       |
| Belgium (Ultratop 50 Flanders)            | 48      |
| Belgium (Ultratop 50 Wallonia)            | 41      |
| CIS Airplay (TopHit)                      | 8       |
| Denmark (Tracklisten)                     | 59      |
| Estonia Airplay (TopHit)                  | 23      |
| France (SNEP)                             | 89      |
| Germany (GfK)                             | 37      |
| Global 200 (Billboard)                    | 182     |
| Hungary (Dance Top 40)                    | 61      |
| Hungary (Rádiós Top 40)                   | 17      |
| Kazakhstan Airplay (TopHit)               | 11      |
| Netherlands (Dutch Top 40)                | 55      |
| Netherlands (Single Top 100)              | 54      |
| Russia Airplay (TopHit)                   | 8       |
| Sweden (Sverigetopplistan)                | 23      |
| Switzerland (Schweizer Hitparade)         | 41      |
| UK Singles (OCC)                          | 78      |
| US Hot Dance/Electronic Songs (Billboard) | 14      |

## Сертификации
| Регион | Сертификация  | Продажи    |
| --- | ------------- | ---------- |
| Австрия (IFPI Austria) | Платиновый    | 30 000     |
| Бельгия (BEA) | Платиновый    | 40 000     |
| Канада (Music Canada) | Платиновый    | 80 000     |
| Дания (IFPI Danmark) | Золотой       | 45 000     |
| Франция (SNEP) | Платиновый    | 200 000    |
| Германия (BVMI) | Золотой       | 300 000    |
| Венгрия (Mahasz) | 2× Платиновый | 8000       |
| Италия (FIMI) | Золотой       | 50 000     |
| Новая Зеландия (RMNZ) | Золотой       | 15 000     |
| Польша (ZPAV) | 2× Платиновый | 100 000    |
| Испания (PROMUSICAE) | Платиновый    | 60 000     |
| Швейцария (IFPI Switzerland) | Платиновый    | 30 000     |
| Великобритания (BPI) | Золотой       | 400 000    |
| США (RIAA) | Золотой       | 500 000    |
| Стриминг |               |            |
| Швеция (GLF) | Платиновый    | 12 000 000 |
| Данные о продажах + прослушиваниях приведены только на основе сертификации. · Данные только о прослушиваниях приведены на основе сертификации. |               |            |

## История релиза
| Регион | Даат           | Формат(ы)                    | Версия       | Лейбл(ы) | Примечания |
| ------ | -------------- | ---------------------------- | ------------ | -------- | ---------- |
| Разные | 19 января 2024 | Цифровое скачивание стриминг | Оригинальная | RCA      | [ 14 ]     |
| Италия | 26 января 2024 | Радиоротация                 | Оригинальная | Sony     | [ 119 ]    |
| Разные | 22 марта 2024  | Цифровое скачивание стриминг | Tiësto remix | RCA      | [ 15 ]     |
| Разные | 29 марта 2024  | Цифровое скачивание стриминг | The Remixes  | RCA      | [ 16 ]     |